# Eben im Pongau
Eben im Pongau ist eine Gemeinde mit 2682 Einwohnern (Stand 1. Jänner 2025) im Salzburger Land im Bezirk St. Johann im Pongau in Österreich.

## Geografie
Die Gemeinde liegt auf um die 860 m ü. A. am Nordwestrand des Radstädter Beckens im Ennspongau. Nach Süden hin öffnet sich das Tal der oberen Enns, gegen Altenmarkt und Flachau hin, im Norden erstreckt sich das Tal des Fritzbachs, nach Westen gegen das Pongauer Becken, nach Osten Richtung Filzmoos. Dabei bildet Eben die Talwasserscheide zwischen Salzach und Enns. Der Ort liegt mitten in den Fritztaler Bergen der Salzburger Schieferalpen, mit der Hochgründeck-Gruppe (1827 m ü. A.) im Westen und dem Roßbrand (1770 m ü. A.) im Osten.
Die Gemeinde umfasst dabei die Gebiete südlich und nördlich des Fritztals, der Ort Eben im Pongau selbst liegt im Süden der Gemeinde, gegen Altenmarkt und Flachau hin.

### Gemeindegliederung
Das Gemeindegebiet umfasst folgende drei Ortschaften (in Klammern Einwohnerzahl Stand 1. Jänner 2025):
- Eben im Pongau (2059)
- Gasthofberg (461)
- Schattbach (162)

Katastralgemeinden sind Eben im Pongau, Gasthof und Schattbach, daneben gibt es die Streusiedlung Höllberg, die zur Ortschaft Eben i.P. gehört, und zahlreiche Einzellagen.
Einziger Zählsprengel ist Eben im Pongau.
Die Gemeinde gehörte bis 2004 zum Gerichtsbezirk Radstadt und ist seit dem 1. Jänner 2005 Teil des Gerichtsbezirks Sankt Johann im Pongau.

### Nachbargemeinden
|        | St. Martin am Tennengebirge                 | Annaberg-Lungötz (Bez. Hallein/Tennengau) |
| Hüttau | Kompassrose, die auf Nachbargemeinden zeigt | Filzmoos                                  |
|        | Flachau Altenmarkt im Pongau                | Radstadt                                  |

## Geschichte
Eben im Pongau wurde bis 1912 Taxen genannt. Tax ist ein altes regionales Wort für Nadelbäume (vergl. Taxenbach), das sich aus lateinisch taxus, heute botanisch für Eiben, herleitet.
Die Gemeinde besteht aus den ehemaligen Gemeinden Eben, Gasthofberg und Schattbach, die 1939 zur Gemeinde Eben im Pongau vereinigt wurden.

### Bevölkerungsentwicklung
Der Bevölkerungszuwachs der letzten Jahrzehnte ist vor allem durch eine stark positive Geburtenbilanz geprägt.

## Politik

### Gemeinderat
| Gemeinderatswahl 2024Wahlbeteiligung: 74,8 % 80706050403020100 53,0 % (−19,5 %p)33,0 % (+20,1 %p)14,0 % (−0,7 %p) ÖVPSPÖFPÖ20192024 |

Die Gemeindevertretung hat insgesamt 17 Mitglieder.
- Mit den Gemeindevertretungs- und Bürgermeisterwahlen in Salzburg 2004 hatte die Gemeindevertretung folgende Verteilung: 13 ÖVP, 3 SPÖ, und 1 FPÖ.
- Mit den Gemeindevertretungs- und Bürgermeisterwahlen in Salzburg 2009 hatte die Gemeindevertretung folgende Verteilung: 13 ÖVP, 3 SPÖ, und 1 FPÖ.
- Mit den Gemeindevertretungs- und Bürgermeisterwahlen in Salzburg 2014 hatte die Gemeindevertretung folgende Verteilung: 11 ÖVP, 4 FPÖ, und 2 SPÖ.
- Mit den Gemeindevertretungs- und Bürgermeisterwahlen in Salzburg 2019 hatte die Gemeindevertretung folgende Verteilung: 13 ÖVP, 2 FPÖ, und 2 SPÖ.[3]
- Mit den Gemeindevertretungs- und Bürgermeisterwahlen in Salzburg 2024 hat die Gemeindevertretung folgende Verteilung: 11 ÖVP, 6 SPÖ und 2 FPÖ.[4]

### Bürgermeister
- 1974–1984 Hermann Lang (ÖVP)[5]
- 1984–2008 Peter Fritzenwallner (ÖVP)[6]
- 2008–2023 Herbert Farmer (ÖVP)[7]
- seit 2023 Franz Fritzenwallner (ÖVP)[8]

### Wappen
Das Wappen der Gemeinde blasoniert sich:
In einem von Silber und Rot gespaltenen Schild ein farbverwechselter Wellensparren, oben rechts und links begleitet von einer farbverwechselten Facetten-Raute.
Das Wappen symbolisiert die Wasserscheide in der sich Eben im Pongau befindet. Einerseits besteht diese aus dem Fritzbach, andererseits aus der Enns.

## Kultur und Sehenswürdigkeiten

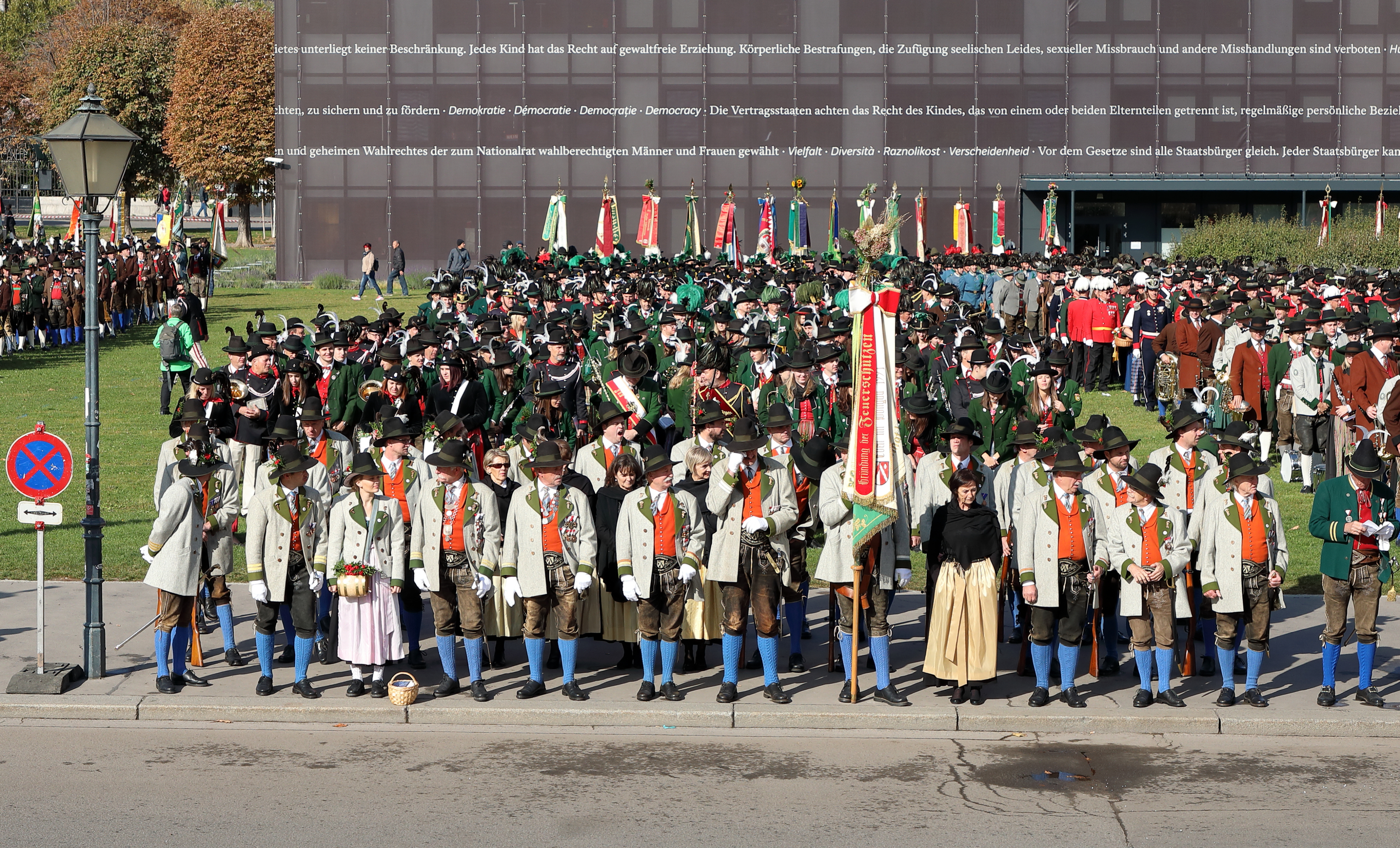
Pongauer Schützenkompanien beim „Festakt zum 100-Jahr-Jubiläum der Republik“ in Wien mit den Ebener Feuerschützen im Vordergrund

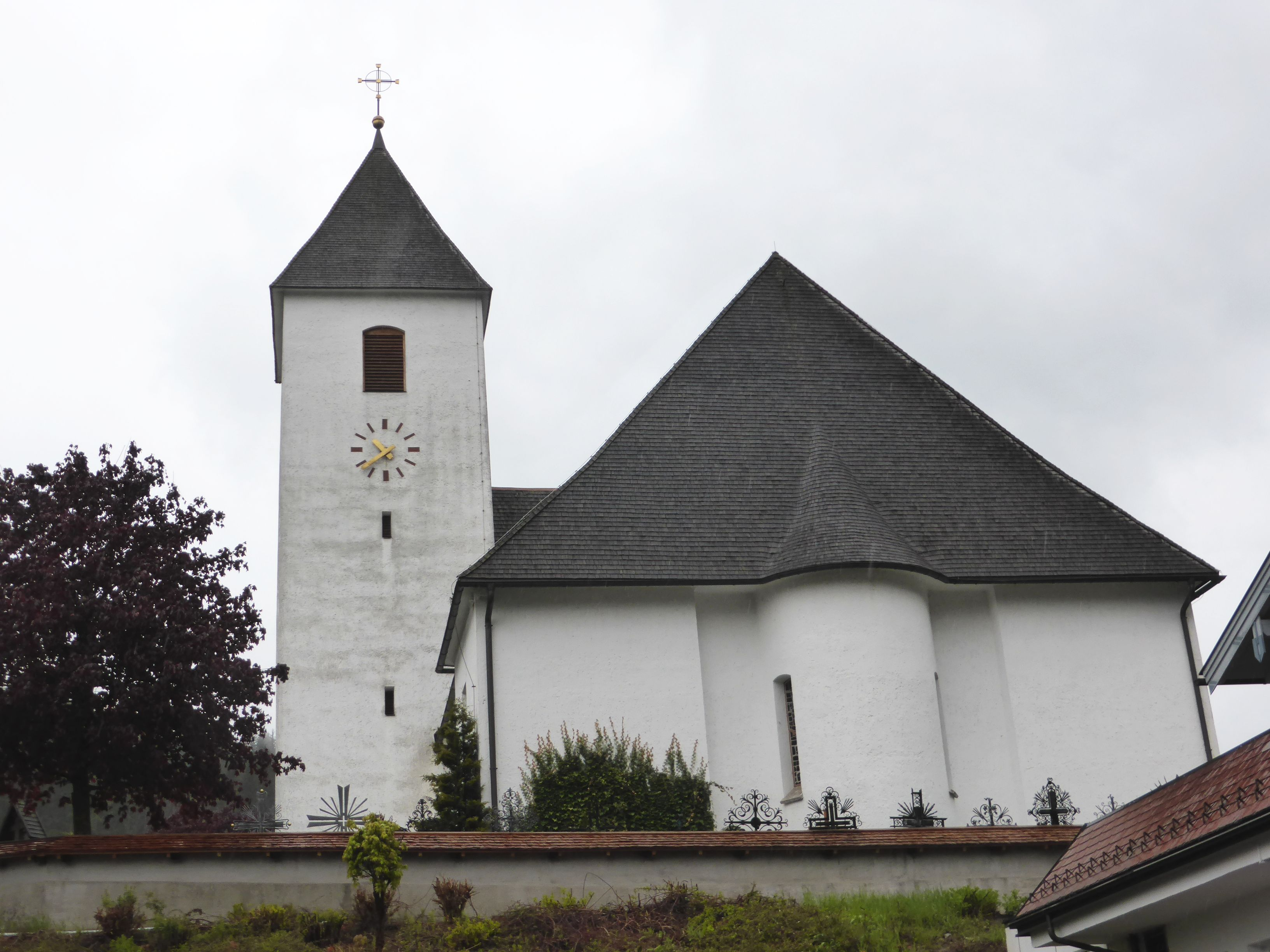
Pfarrkirche Eben im Pongau

- Ansitz Gasthofgut mit Tauernstraßenmuseum
- Katholische Pfarrkirche Eben im Pongau hl. Maria
- Feuerschützen Eben im Pongau; eine 1991 wiedergegründete Schützenkompanie.[10]

Regelmäßige Veranstaltungen
- Der Ebener Kirchtag (1. Samstag im Oktober)
- Maifest der Musikkapelle (1. Mai oder 30. April)
- Nacht in Tracht (ehemals Trachtlerhoagoscht)
- Frühlingskonzert der Musikkapelle

## Wirtschaft und Infrastruktur

### Tourismus
- Skilift Monte Popolo, Anbindung an die gesamte Salzburger Sportwelt, Teil der Ski amadé
- Erlebnisbadesee
- Tourismusverband Eben im Pongau Tourismusverband Eben im Pongau

### Verkehr
Die Ennstalbahn (Bischofshofen – Selzthal), die A 10 Tauernautobahn (E 55/E 60, mit Auffahrten in Richtung Salzburg und Villach/Kärnten) und die B 99 Katschberg Straße (E 651, Bischofshofen – Spittal an der Drau/Kärnten) verlaufen durch das Gemeindegebiet. Diese Route bildete in den 1970ern und 1980er Jahren die berüchtigte Gastarbeiterroute als eine der bedeutendsten Fernrouten Europas, wo die Passhöhe Eben eines der Nadelöhre darstellt, hat aber seit Eröffnung der Pyhrn Autobahn und noch mehr dem Fall des Eisernen Vorhangs an Bedeutung verloren. Noch immer bedeutend ist die innerösterreichische Transitroute Salzburg und Nordtirol/Vorarlberg in die Steiermark.

### Bildung
- Kindergarten
- Volksschule
- Musikum Salzburg

## Persönlichkeiten

### Ehrenbürger der Gemeinde
- Walter Aichinger (1916–1994), Politiker

### Söhne und Töchter der Gemeinde
- Johann Sulzberger (* 1944), Manager
- Franz Lang (* 1958), Polizeibeamter, Direktor des Bundeskriminalamts und Generaldirektor für die öffentliche Sicherheit
- Andrea Fischbacher (* 1985), ehemalige Skirennläufern und Olympiasiegerin im Super-G bei den Olympischen Winterspielen 2010